# Α-吡咯烷基苯庚酮
α-吡咯烷基苯庚酮（英語：α-Pyrrolidinoheptaphenone，缩写：α-PEP、α-PHPP，或称为：1-苯基-2-(N-吡咯烷基)-1-庚酮、PV8）是一种含氮有机化合物，分子式C17H25NO，属于卡西酮衍生物，2015年列入《非药用类麻醉药品和精神药品名录》。